# Tempo solar
O tempo solar é o tempo medido a partir do ciclo diário do Sol na esfera celeste. Para medir a hora solar aparente, deve-se observar o ângulo horário do Sol Verdadeiro (o ângulo entre um astro e o meridiano local), progredindo o tempo conforme o movimento de leste para oeste. De forma simples, o horário solar aparente é a hora medida em um relógio solar, considerando meio-dia como o momento da passagem do Sol pelo meridiano local (onde o astro atinge o topo de seu movimento).

## Horário solar aparente e horário civil
O Sol é uma importante referência astronômica para a medição do tempo. Seu movimento aparente diário é o mais fácil de ser observado, além de controlar as durações do dia e da noite. O horário solar aparente é a medição que segue exatamente esse movimento diário.
Numa análise intuitiva, é possível acreditar que o Sol Verdadeiro segue perfeitamente o tempo que observamos em nossos relógios comuns, o tempo civil. No entanto, nem sempre essa sincronia é válida. O tempo civil é coerente com o tempo solar médio (tempo que segue um astro fictício, chamado de Sol Médio, que se move com velocidade constante sobre o Equador Celeste). Já o tempo solar verdadeiro (ou aparente) sofre leves variações durante o ano, passando por momentos de atraso ou de adiantamento com relação ao horário civil. Além disso, como o tempo civil segue um dado fuso horário prático, há uma diferença fixa devido à distância do local para o meridiano central do fuso (os meridianos a 15°, 30°, 45°, etc.). Vamos entender esses desvios.

### Hora solar e a equação do tempo
O tempo solar aparente não progride de maneira uniforme; isso significa que os dias solares aparentes não têm a mesma duração durante o ano. Tal efeito está relacionado a certas características da órbita da Terra em torno do Sol; duas características são mais importantes: a inclinação axial de 23,44°, entre o plano do Equador e o plano da Eclíptica, e a excentricidade da órbita (cerca de 0,0167), indicando que ela não é uma circunferência perfeita  (ver Analema para mais detalhes).
Esse desvio entre os tempos solares médio e aparente são quantificados na chamada equação do tempo, um valor que indica a diferença entre o tempo solar aparente e o médio (ou seja, quanto o Sol Verdadeiro está à frente do Sol Médio) para cada momento do ano. A equação do tempo assume valores positivos ou negativos; um valor negativo significa que o Sol Verdadeiro está atrasado com relação ao Sol Médio. Atualmente, essa diferença chega a +16 min 33s (3 de novembro) e a -14 min 6 s (11 de fevereiro) Os valores da equação do tempo são encontrados na forma de tabelas ou gráficos.

### Hora solar e alongitude
Considerando o tempo civil, há mais um fator que pode desviar o Sol Verdadeiro daquele medido nos relógios.
Sabemos que, por convenção, todos os relógios dentro de um mesmo fuso horário prático devem marcar uma hora padrão; esse padrão é o horário solar médio no meridiano central do fuso. Assim, pessoas que estão afastadas do meridiano central observam o Sol com uma diferença quanto ao relógio (além daquela referente às causas da equação do tempo). Um observador a oeste do meridiano central vê o Sol um pouco atrasado, se comparado com outro observador em tal meridiano.
Para calcular a diferença temporal entre o sol e o relógio (ignorando por enquanto a equação do tempo), basta considerar a rotação da Terra (aproximando-a para uma esfera perfeita). Em um dia solar (24 horas), o planeta gira 360°; proporcionalmente, são 15° girados a cada hora (360°÷24), ou ainda 0,25° por minuto. Como esse giro é uniforme, cada 1° de longitude a oeste do fuso central significa 4 minutos de atraso solar; igualmente, cada 1° a leste representa 4 minutos de adiantamento.
Colocando essa ideia numa fórmula:
{\displaystyle \Delta t_{longittude}=\Delta longitude^{\circ }\times 4}
Esse é o adiantamento (em minutos) do Sol Verdadeiro, sem considerar a existência da equação do tempo, onde:
{\displaystyle \Delta {\mbox{longitude}}^{\circ }={\mbox{Longitude local}}-{\mbox{Longitude do meridiano central}}}
é a diferença, em graus, entre a longitude local e a do meridiano central do fuso (esta última é um múltiplo de 15°), tendo valor positivo para observadores a leste do meridiano.

### Diferença real
Somando os efeitos de longitude com os da equação do tempo, é possível prever a diferença efetiva entre a hora solar aparente e a hora civil (ou seja, a diferença entre um relógio solar e um relógio comum).
{\displaystyle t_{aparente}-t_{civil}\ ={\mbox{Equação do tempo}}+\Delta t_{longitude}}
Com essa diferença, por exemplo, é possível saber a hora do dia em que o Sol Verdadeiro passa pelo meridiano local e atinge sua altura máxima durante o dia (culminação superior).